# Gehyra robusta
Espèce
Gehyra robusta est une espèce de geckos de la famille des Gekkonidae.

## Répartition
Cette espèce est endémique du Queensland en Australie.

## Publication originale
- King, 1984 : The Gehyra australis species complex (Sauria: Gekkonidae). Amphibia-Reptilia, vol. 4, n. 2/4, p. 147-169.